# Austurbyggð
Austurbyggð war eine Gemeinde im Osten von Island.
Sie entstand am 1. Oktober 2003 aus dem Zusammenschluss zweier Landgemeinden.
Die eine war Búdir (isländisch Búðahreppur) mit dem Ort Fáskrúðsfjörður, der früher Búðir hieß.
Die Gemeinde hatte am 1. Januar 2003 noch 566 Einwohner.
Die andere Stöðvarfjörður (isländisch Stöðvarhreppur) im gleichnamigen Fjord.
Die Gemeinde hatte am 1. Januar 2003 noch 275 Einwohner.
Austurbyggð bildete ein nicht zusammenhängendes Gemeindegebiet.
Am 9. Juni 2006 schloss sich diese Gemeinde mit drei weiteren der Gemeinde Fjarðabyggð an.

## Einwohnerentwicklung
| Jahr | Einwohner |
| ---- | --------- |
| 2004 | 861       |
| 2005 | 871       |
| 2006 | 859       |

Stichtag ist jeweils der 1. Januar.